# IC 1437
IC 1437 је лентикуларна галаксија у сазвјежђу Водолија која се налази на листи објеката дубоког неба у Индекс каталогу.
Деклинација објекта је + 2° 3' 57" а ректасцензија 22h 15m 44,9s. Привидна величина (магнитуда) објекта IC 1437 износи 13,7 а фотографска магнитуда 14,6. IC 1437 је још познат и под ознакама UGC 11965, MCG 0-56-16, CGCG 377-42, KARA 956, PGC 68438.